# Southwick (Northamptonshire)
Southwick è un villaggio e parrocchia civile dell'Inghilterra, appartenente alla contea del Northamptonshire.